# Abarema callejasii
Espèce
Statut de conservation UICN

 NT  : Quasi menacé

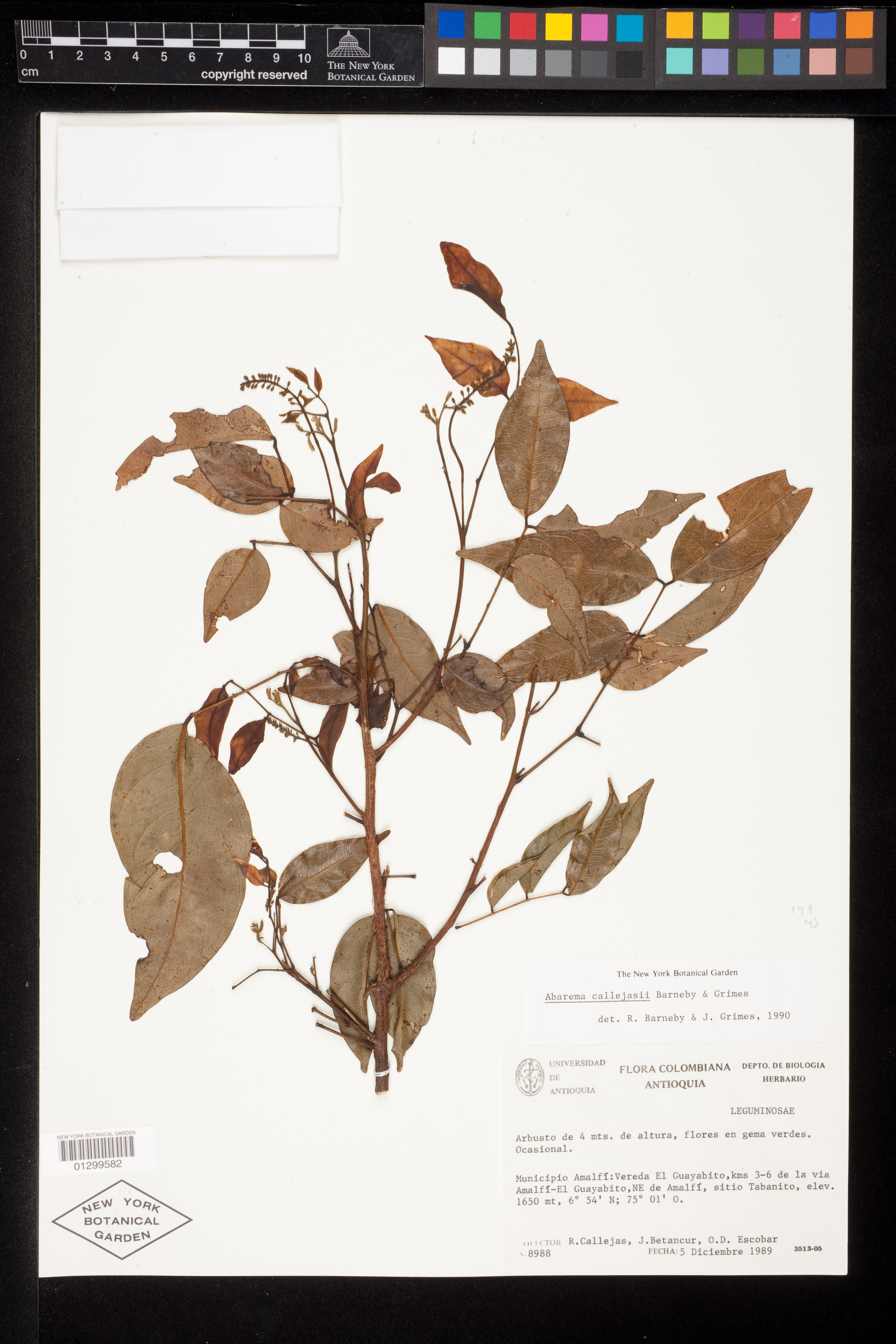
Abarema callejasii.

Abarema callejasii est une espèce de plantes à fleurs de la famille des Fabacées. C'est un arbre endémique de la Colombie.